# Hot n Cold
Singles de Katy Perry
I Kissed a Girl
(2008) Thinking of You
(2009)
Pistes de One of the Boys
Ur So Gay If You Can Afford Me
Hot n Cold est le deuxième single officiel interprété par Katy Perry. La chanson de Katy Perry figure sur l'album One of the Boys (2008).
Le single est devenu n° 1 dans des dizaines de pays dans le monde entier, y compris le Royaume-Uni, l'Australie, l'Irlande et la Nouvelle-Zélande, et il a fait partie des meilleures ventes en Turquie, en Finlande, en Allemagne, en Grèce, au Canada, en Norvège et au Danemark. Il a franchi le cap des charts dans plus de vingt-cinq pays. Cette musique est de style pop.
La chanson s'est vendue à plus de 8 millions d'exemplaires.
On l'entend notamment dans le générique de début du film américain L'Abominable Vérité de Robert Luketic, sorti en 2009.

## Contexte et composition
« Hot n Cold » a été écrit par Perry, Dr. Luke et Max Martin, et produit par Dr. Luke avec une production additionnelle de Benny Blanco. L'enregistrement a eu lieu en décembre 2007 dans trois studios : Dr. Luke's Studios à New York, Conway Recording Studio à Hollywood, Californie, et Legacy Recording Studios à New York. Il a été mixé aux MixStar Studios à Virginia Beach. La collaboration entre Perry et Dr. Luke a été mise en place par les dirigeants de Capitol Records, qui estimaient qu'il manquait à « One of the Boys » un ou deux « succès indéniables », et les deux ont co-écrit « I Kissed a Girl » et « Hot n Cold » en conséquence. Perry a révélé que la chanson avait initialement été envisagée pour être publiée comme premier single de l'album, avant que « I Kissed a Girl » ne soit choisie.
« Hot n Cold » est une chanson pop et dance-pop qui utilise des guitares et des synthétiseurs,,. Sa durée est de trois minutes et quarante secondes (3:40), et se déroule à un tempo modérément rapide de 132 battements par minute dans la tonalité de sol majeur. Dans le refrain, elle utilise des antonymes pour décrire les changements d'humeur de son partenaire, le refrain de la chanson incluant les lignes, "Tu es chaud puis tu es froid / Tu es oui puis tu es non / Tu es dedans puis tu es dehors / Tu es haut puis tu es bas".

## Liste des pistes
| - CD single en Allemagne 1. Hot n Cold (Album Version) – 3:40 2. Hot n Cold (Innerpartysystem remix) – 4:37 3. Hot n Cold (Manhattan Clique remix radio edit) – 3:54 - CD single au Royaume-Uni 1. Hot n Cold (Album Version) – 3:40 2. Hot n Cold (Innerpartysystem remix) – 4:37 - Téléchargement digital en Allemagne 1. Hot n Cold (Album Version) – 3:40 2. Hot n Cold (Bimbo Jones remix) – 8:02 3. Hot n Cold (Manhattan Clique remix) – 6:47 | - Digital EP aux États-Unis - Remix 1. Hot n Cold (Innerpartysystem remix) – 4:37 2. Hot n Cold (Bimbo Jones remix radio edit) – 3:52 3. Hot n Cold (Manhattan Clique remix) – 6:47 4. Hot n Cold (Yelle remix) – 4:07 - CD promo 1. Hot n Cold (Album version) – 3:40 2. Hot n Cold (Rock mix) – 3:41 |

## Remixes
| Almighty Mixes - "Hot n Cold" (Almighty 12" Anthem Mix) – 8:00 - "Hot n Cold" (Almighty 12" Anthem Instrumental) – 8:00 - "Hot n Cold" (Almighty 12" Anthem Dub) – 7:14 - "Hot n Cold" (Almighty Anthem Radio Edit) – 4:01 Bimbo Jones Mixes - "Hot n Cold" (Bimbo Jones Club Mix) – 8:02 - "Hot n Cold" (Bimbo Jones Instrumental) – 8:10 - "Hot n Cold" (Bimbo Jones Radio Edit) – 3:50 Manhattan Clique Mixes - "Hot n Cold" (Manhattan Clique Extended Club Mix) – 4:40 - "Hot n Cold" (Manhattan Clique Radio Edit) – 3:54 | Jason Nevins Mixes - "Hot n Cold" (Jason Nevins Club Mix) – 7:21 - "Hot n Cold" (Jason Nevins Radio Edit) – 3:57 Dr. Luke Mix - "Hot n Cold" (Rock Mix) – 3:41 Innerpartysystem Mix - "Hot n Cold" (Innerpartysystem Remix) – 4:40 Marsheaux Mix - "Hot n Cold" (Marsheaux Remix) – 4:23 Yelle Mix - "Hot n Cold" (Yelle Remix) – 4:07 |

## Clip
La vidéo a été tournée à Los Angeles au début de septembre 2008. La première a été faite sur Myspace le 1er octobre et la vidéo a été disponible sur iTunes le 10 octobre. Au 26 octobre 2009, la chanson a reçu plus de 275 millions de vues sur YouTube, et plus de 700 millions en septembre 2017.
Le 15 novembre 2020, le clip vidéo atteint le milliard de visionnages sur YouTube, 12 ans après sa sortie.
Le nom du groom est Alexander Rodriguez, un ami d'enfance de Katy Perry.
Un jeune couple est sur le point de se marier. Katy dit oui mais Alexander, indécis, préfère s'enfuir. En le poursuivant, Katy lui fait remarquer que leur relation perd en intensité et qu'Alexander est trop versatile. Une fois de retour dans l'église, Alexander finit par accepter d'épouser Katy, au grand soulagement des invités.

## Classement
| Classement (2008)                       | Meilleure position |
| --------------------------------------- | ------------------ |
| Allemagne (Media Control AG)            | 1                  |
| Australie (ARIA)                        | 4                  |
| Autriche (Ö3 Austria Top 40)            | 1                  |
| Canada (Hot 100)                        | 1                  |
| Danemark (Tracklisten)                  | 1                  |
| États-Unis (Hot 100)                    | 3                  |
| États-Unis (Adult Pop Songs)            | 1                  |
| États-Unis (Pop Airplay)                | 1                  |
| Europe (Hot 100)                        | 1                  |
| Irlande (IRMA)                          | 3                  |
| Italie (FIMI)                           | 2                  |
| Nouvelle-Zélande (RMNZ)                 | 5                  |
| Norvège (VG-lista)                      | 1                  |
| Tchéquie (IFPI Rádio)                   | 1                  |
| Royaume-Uni (UK Singles Chart)          | 4                  |
| Slovaquie (IFPI Rádio)                  | 1                  |
| Suède (Sverigetopplistan)               | 2                  |
| Classement (2009)                       | Meilleure position |
| Belgique (Flandre Ultratop 50 Singles)  | 2                  |
| Belgique (Wallonie Ultratop 50 Singles) | 1                  |
| Espagne (PROMUSICAE)                    | 13                 |
| Finlande (Suomen virallinen lista)      | 1                  |
| France (SNEP)                           | 10                 |
| Hongrie (Rádiós Top 40)                 | 1                  |
| Pays-Bas (Nederlandse Top 40)           | 1                  |
| Suisse (Schweizer Hitparade)            | 1                  |
| Roumanie (Top 100)                      | 1                  |

## Reprises
- Hot n Cold a été reprise en 2009 par le groupe The Baseballs en version Rockabilly (style années 1950).
- La chanson est également reprise par les Chipettes dans le film Alvin et les Chipmunks 2